# Kühlschmiermittel

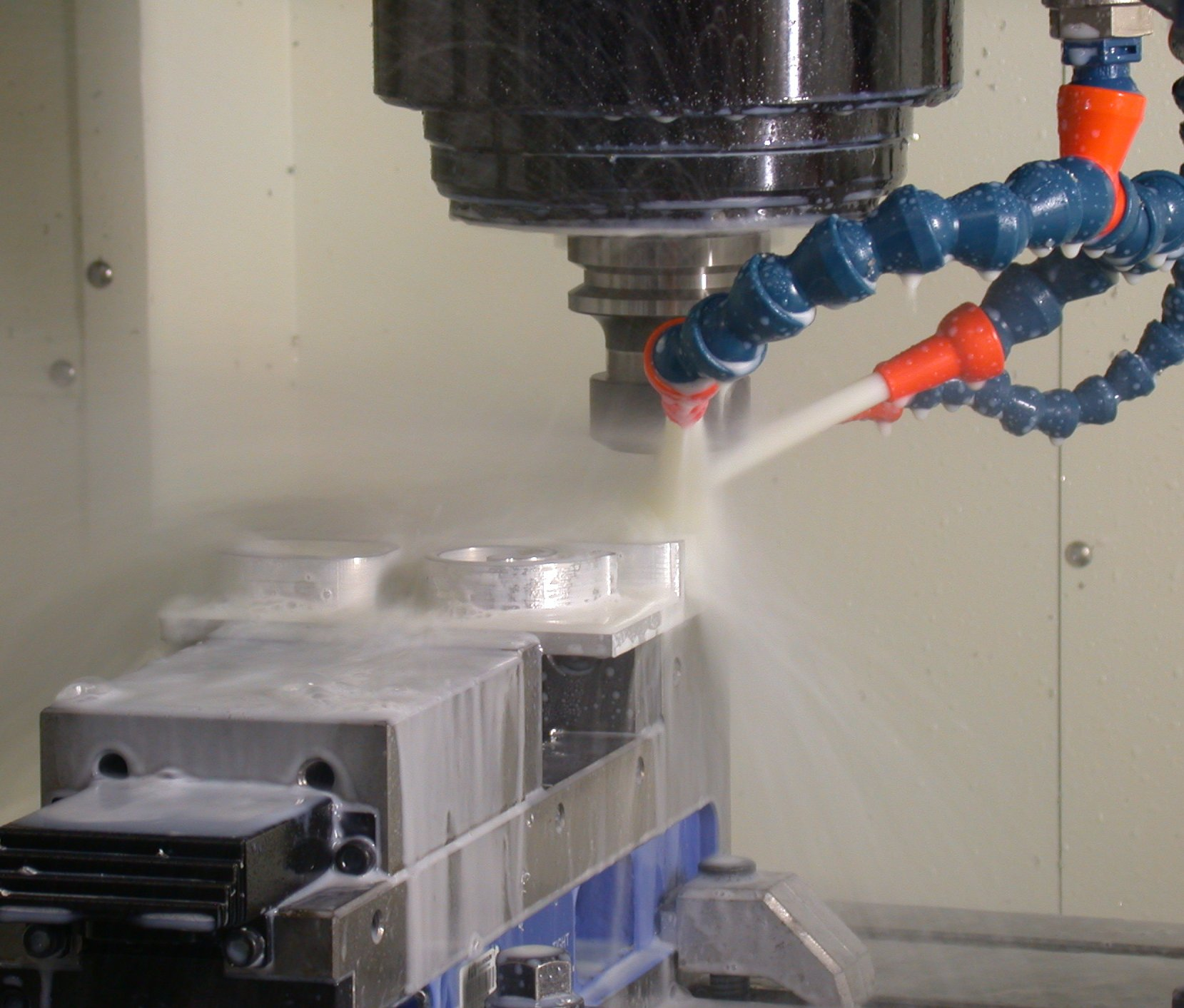
Einsatz von Kühlschmiermittel beim Fräsen

Ein Kühlschmiermittel, oder Kühlschmierstoff (KSS), auch Bohrmilch, oder Schleifmilch dient in der Fertigungstechnik beim Trennen und Umformen auf Werkzeugmaschinen der Wärmeabfuhr und Verminderung der Reibung zwischen Werkzeug und  Werkstück durch Schmierung. Zusätzlich dient es bei einigen Zerspanungsprozessen zur Entfernung der Späne durch Abspülen aus dem Arbeitsumfeld, sorgt für bessere Maßhaltigkeit des Werkstückes, bessere Oberflächengüte, Verringerung der Aufbauschneidenbildung am Werkzeug und Bindung des Staubes (z. B. beim Schleifen). Nebeneffekt der Kühlschmiermittel ist der Korrosionsschutz des Werkstücks.
Statt Kühlschmiermittel wird bei der Bearbeitung von Gusseisen, Bronze, Messing und Duroplasten generell auch Druckluft und bei thermoplastischen Kunststoffen Wasser zur Kühlung von Werkzeug und Material eingesetzt.
Bei der manuellen Bearbeitung von metallischen Werkstoffen werden häufig Bohr- bzw. Schneidöle, -pasten oder -gele verwendet, da wasserhaltige Kühlschmiermittel die Schnittflächen weniger gut benetzen und in der Regel kontinuierlich nachgefördert werden müssen.

## Schmierung
Beim Spanen und Umformen tritt vor allem Mischreibung auf. Kühlschmiermittel verringern die Reibung durch Schmieren und vermindern damit den Verschleiß des Werkzeugs, das Erwärmen des Werkstücks und den Energiebedarf. Den Kühlschmiermitteln können Additive beigemischt sein, um sie verschiedensten Anforderungen anzupassen. Zum Beispiel reagieren EP-Additive (Extreme-Pressure-Additives) bei hohen Drücken und Temperaturen mit dem zu bearbeitenden Werkstoff und verhindern dadurch Rauheitsspitzen, AW-Additive (Antiwear-Additive) bilden an der Oberfläche von Werkzeug und Werkstück einen haftenden Film.

## Kühlung
Kühlschmiermittel sollen die Wärme möglichst schnell von der Wirkstelle entfernen, um ein Ändern des Gefüges in den Randschichten von Werkzeug und Werkstoff zu vermeiden. Auch die Bearbeitungsgenauigkeit profitiert von einer guten Kühlung. Bei wassermischbaren Kühlschmiermitteln trägt neben dem Verdampfen des Wassers auch die hohe Wärmekapazität des Wasseranteils zur Kühlung bei.

## Bestandteile
Neben Wasser und Ölen sind Zusatzstoffe gebräuchlich, die vor und während eines Einsatzes zugesetzt werden. Dazu zählen beispielsweise Entschäumer, Biozide (Bakterizide / Fungizide) zur Vor- und Nachkonservierung, Desinfektionsreiniger, Stabilisatoren, Emulgatoren, Korrosionsschutzzusätze, Hochdruckzusätze.
Kühlschmiermittel und deren Zubereitungen sind in der Regel Gemische im Sinne der Verordnung (EG) Nr. 1272/2008 (CLP), daher müssen Sicherheitsdatenblätter für diese zur Verfügung gestellt werden.

## Arten
Nach DIN 51385 wird zwischen zwei Arten von Kühlschmiermitteln unterschieden:
- Nichtwassermischbare (nw) Kühlschmierstoffe
- Wassermischbare (wm) und wassergemischte (wg) Kühlschmierstoffe

### Nichtwassermischbare KSS
Unlegierte (ohne chemisch wirkende Zusätze) sowie legierte Öle. Meistens naphten- oder paraffinbasische Mineralöle, seltener synthetische Öle wie Hydrocracked-Öle, Esteröle, Hydrieröle. Für sehr einfache Bearbeitungen reicht ein „reines“ Mineralöl, meistens werden jedoch Phosphor-, Schwefel- und in ganz seltenen Fällen Chloradditive zugesetzt, um die Leistungsfähigkeit des Öls zu steigern. Chlorhaltige Öle sind höchstwirksam, jedoch gesundheitlich sehr bedenklich und in der Entsorgung sehr teuer. Weitere Additive dienen dem Rostschutz, der Verminderung von Schaumbildung sowie Ölnebel, verbessern das Fließverhalten bei niedrigen Temperaturen und den Viskositätsindex.
Nichtwassermischbare KSS kommen vornehmlich dann zum Einsatz, wenn hohe Schmierwirkung erwünscht ist.
Traditionell wurde „fettes Rüböl“ mit guten Ergebnissen als universelles Bohr- und Schneidöl eingesetzt.

### Wassermischbare KSS
Wassermischbare Konzentrate oder anwendungsfertige Emulsionen. Mineralölhaltige wassermischbare KSS enthalten neben Emulgatoren und Mineralöl auch Additive zur besseren Schmierung, wie zum Beispiel Esteröle und geschwefelte Additive, Korrosionsschutz-Zusätze und Zusätze, die Schaumbildung verhindern. Mineralölfreie wassermischbare KSS können Emulsionen sein, beispielsweise auf der Basis von Rapsöl, aber auch Lösungen, die zum Schmieren statt Öl zum Beispiel polymere Alkohole enthalten.
Die Eigenschaften wassermischbarer KSS sind gute Wärmeabfuhr, aber geringere Schmierwirkung. Der Ölanteil bei Emulsionen liegt meist zwischen 5 und 8 Prozent.

## Reinigung
Sinnvollerweise werden die Kühlschmiermittel filtriert, um sie länger nutzen zu können. Saubere Kühlschmiermittel ergeben eine bessere Oberflächengüte. Bei Werkzeugmaschinen mit Kühlmittelzufuhr durch Spindel und Werkzeug ist häufig eine Filtereinrichtung vom Hersteller zwingend vorgeschrieben. Hierzu werden spezielle KSS-Filter, Absetzbecken oder Magnetscheider sowie Ölabscheider (Skimmer) eingesetzt. Der Einsatz von Kühlschmiermitteln ist wichtig für die Verbesserung der Standzeiten der Werkzeuge und die Oberflächengüte der Werkstoffe. Die Entsorgung erfolgt unproblematisch über alle öffentlichen Entsorger, auf eine regelmäßige Überwachung der KSS hat der Betreiber zu achten (wöchentliche Messungen der Konzentration, des Nitrat- und Nitritwertes, sowie des pH-Wertes).

## Befall durch Mikroorganismen
Wassermischbare KSS im Einsatz sind durch Mikroorganismen (Pilze und Bakterien) infiziert.  Während längerer Arbeitspausen (z. B. Wochenenden) kann es zu einer Vermehrung von Bakterien kommen, was sich in starker Geruchsbildung und eventuell auch Verfärbung des KSS bemerkbar macht. Häufig resultieren aus dem Befall gesundheitliche Beschwerden bei den Arbeitern, welche mit KSS in Kontakt kommen. Neben häufig auftretenden leichten Entzündungen von alltäglichen Wunden kann es auch zu Hautausschlägen und allergischen Reaktionen kommen. Technische Probleme können durch die Verstopfung von Rohrleitungen durch Pilzfäden und/oder Schleimbakterien hervorgerufen werden. Um dies zu vermeiden, können Biozide eingesetzt oder eine thermische Entkeimung durchgeführt werden. Nichtwassermischbare KSS sind sehr selten von Keimbefall betroffen. Mineralölhaltige KSS sind besonders anfällig für Bakterien und Pilze, mineralölfreie KSS weniger, da sie weniger organisches Material enthalten. Beim Einsatz von wassermischbaren KSS ist die Biostoffverordnung zu beachten.

## Umwelt, Arbeit und Gesundheit
Für Tätigkeiten mit Kühlschmierstoffen ist gesetzlich eine Gefährdungsbeurteilung vorgeschrieben. Basierend auf deren Ergebnissen sind Schutzmaßnahmen entsprechend der Maßnahmenhierarchie abzuleiten. Insbesondere die Gefährdungen durch Haut- und Augenkontakt, die Emissionen in die Luft, die Gefährdung durch Aufnahme in den Körper sowie das Brand- und Explosionsrisiko müssen beseitigt oder auf ein Minimum reduziert werden. Dafür ist es erforderlich, ein auf die speziellen Belange zum Schutz vor Kühlschmiermitteln gestütztes Maßnahmenkonzept zu erarbeiten.
Besonderes Augenmerk verlangt die Belastung der Luft am Arbeitsplatz durch Aerosole und Dämpfe. In geschlossenen Räumen kann es zu einer Anreicherung von Ölen in der Atemluft kommen, weshalb der Ölgehalt der Luft durch entsprechende Maßnahmen kontrolliert und gegebenenfalls reduziert werden muss. Das kann durch verfahrenstechnische oder organisatorische Maßnahmen erreicht werden.
Die Verwendung von Kühlschmiermitteln geht mit einer Umweltbelastung einher, daher müssen gebrauchte oder unbrauchbare Kühlschmiermittel fachgerecht behandelt oder entsorgt werden, da ansonsten Gefahren für Umwelt und Bedienpersonal entstehen. Eine Entsorgung der KSS ist kostspielig und darf nur von spezialisierten Firmen durchgeführt werden. Eine fachgerechte Entsorgung muss nachgewiesen werden.
Wassergemischte Kühlschmierstoffe unterliegen aufgrund ihres hohen Wasseranteils zwangsläufig einer Besiedlung mit Mikroorganismen. Dabei handelt es sich um eine Mischflora aus verschiedenen Bakterien- und/oder Pilzarten, die auch als Biofilme auf und an Oberflächen wachsen können. Hieraus können sich gesundheitliche Beeinträchtigungen ergeben. Meist sind diese Mikroorganismen in die Risikogruppen 1 und 2 nach Biostoffverordnung eingestuft. Es gibt keinen Grenz- oder Richtwert zur Beurteilung der mikrobiellen Besiedlung wassergemischter Kühlschmierstoffe.
Nach §5 Arbeitsschutzgesetz in Verbindung mit §4 Biostoffverordnung muss der Arbeitgebende oder eine andere verantwortliche Person bei Tätigkeiten mit wassergemischten Kühlschmierstoffen eine Gefährdungsbeurteilung durchführen (§ 13 ArbSchG). Es konnten bislang keine erhöhten Belastungen der Luft im Arbeitsbereich nachgewiesen werden. Daher ist nach derzeitigem Wissensstand bei Einhaltung der Vorschriften die Arbeit mit keimbelasteten wassergemischten Kühlschmierstoffen als sicher anzusehen.
Bei der Reinigung mikrobiell besiedelter Kühlschmierstoff-Kreisläufe sollen Schutzhandschuhe, Fußschutz, Augenschutz, ggf. Schürze sowie Atemschutz (bei Hochdruckreinigung) getragen werden. Zur Vermeidung und Reduktion der mikrobiellen Verunreinigung sind eine regelmäßige Reinigung, Austauscher-Regeneration, Desinfektion und ein Austausch von Schlauchleitungen und Wassersammelsystemen vorzunehmen.

## Sonstiges
In Österreich hat sich 2014 die Firma Huber KSS Service, landesweiter Marktführer im Bereich Kühlschmierstoff-Service, die übliche Abkürzung KSS als Markenname registrieren lassen.